# Leptotyphlops australis
Leptotyphlops australis är en kräldjursart som beskrevs av  Wilhelm Freiberg och OREJAS-MIRANDA 1968. Leptotyphlops australis ingår i släktet Leptotyphlops och familjen Leptotyphlopidae. Inga underarter finns listade i Catalogue of Life.